# Đội tuyển Davis Cup Malaysia
Đội tuyển Davis Cup Malaysia đại diện Malaysia ở giải đấu quần vợt Davis Cup và được quản lý bởi Hiệp hội Quần vợt Malaysia.
Malaysia hiện tại thi đấu ở Nhóm III khu vực châu Á/Thái Bình Dương.  Đội từng vào đến bán kết Nhóm II được 3 lần.

## Lịch sử
Malaysia lần đầu tiên tham gia Davis Cup vào năm 1957.

## Đội hình hiện tại
- Syed Mohd Agil Syed Naguib
- Christian Didier Chin
- Muhammad-Ashaari Bin Zainal-Abidin
- Ahmed Deedat Abdul Razak